# Up Around the Bend
Up Around the Bend è un singolo del gruppo rock statunitense Creedence Clearwater Revival, pubblicato nel 1970 ed estratto dall'album Cosmo's Factory.
Il brano è stato scritto da John Fogerty.

## Tracce
- 7"

1. Up Around the Bend
2. Run Through the Jungle

## Cover e utilizzi nei media
Il gruppo finlandese Hanoi Rocks ha eseguito una cover del brano per l'album Two Steps from the Move (1984). Il brano è stato anche diffuso come singolo.
La band statunitense Social Distortion ha eseguito il brano per la musica del film d'animazione Free Birds - Tacchini in fuga (2013).
Il brano è presente anche in altri film, quali Red Dawn - Alba rossa (2012), L'imbroglio - The Hoax (2006), Michael (1996), Il sapore della vittoria - Uniti si vince (2000), Imbattibile (2006) e L'eau froide (1994), nonché nel documentario Kurt Cobain: About a Son (2007).